# هنک گرینبرگ
هنری بنجامین گرینبرگ (انگلیسی: Henry Benjamin Greenberg؛ ۱ ژانویهٔ ۱۹۱۱ – ۴ سپتامبر ۱۹۸۶) بازیکن بیسبال حرفه‌ای اهل ایالات متحده آمریکا در لیگ برتر بیس‌بال آمریکا (MLB)، بود. او در ابتدا در دهه‌های ۱۹۳۰ و ۱۹۴۰ میلادی در پست بیس اول برای تیم دیترویت تایگرز بازی کرد. گرینبرگ یکی از اعضای تالار مشاهیر و موزه ملی بیس‌بال، و یکی از قدرتمندترین بازیکنان تاریخ بیسبال شناخته می‌شود.